# 1908

## أحداث
- تأسيس مدينة كوتشران وتقع حاليا في كندا.
- تأسيس مدينة بينتيكتون، كولومبيا البريطانية وتقع حاليا في كندا.
- تأسيس مدينة كوكويتلام، كولومبيا البريطانية وتقع حاليا في كندا.
- تأسيس مدينة كولمانسكوب وتقع حاليا في ناميبيا.
- تأسيس مدينة أراساتوبا وتقع حاليا في البرازيل.
- 9 مارس - تأسس نادي إنتر ميلان الإيطالي لكرة القدم.
- 30 يونيو - وقوع انفجار تونغوسكا بسيبيريا في روسيا.
- 26 يوليو تأسيس مكتب التحقيقات الفيدرالي (F.B.I).
- اغتيال ملك  البرتغال الملك كارلوس الأول وابنه ولي العهد في لشبونة. وخلفه على العرش ابنه مانويل الثاني وعمره 19 سنة فقط.[1]
- وقوع زلزال في مدينة مسينا في  إيطاليا في جزيرة صقلية. ويعتبر أحد أكبر الزلال في تاريخ أوروبا. وانهارت الكثير من المباني، وقتل نصف سكان المدينة، الذين كان عددهم 150 ألف شخص.[1]

## مواليد
- آمون غوث
- أبرهام مازلو
- أحمد الشقيري (سياسي فلسطيني)
- أحمد بن الفريج
- أحمد عزت راجح
- أحمد فؤاد الأهواني
- ألكسندر دارسي
- أمنتوري فانفاني
- أنور العطار
- أنور خوجة
- أوتو سكورزيني
- إبراهيم العريض
- إسماعيل الراشد
- إليا فرانك
- إيان فليمنج
- إيستي لودر (شخص)
- محمد يوسف البنوري
- الأخت إيمانويل
- المنجي سليم
- الهادي شاكر
- بهيجة حافظ
- بيت ديفيس
- بيرسي فايت
- تيكس أيفري
- ثيودور رويثك
- جاكوب برونوفسكي
- جوزيف روتبلت
- جوزيف مكارثي
- جوسيبي بونيزوني
- جيرد جايزر
- جيوفاني ليوني
- حسين مروة
- دافيد لين
- درية شفيق
- ريكس هاريسون
- سلفادور أليندي
- سيمون دي بوفوار
- صبري القباني
- طاهر أبو فاشا
- عبد الحليم منتصر
- عبد الرحمن الجيلالي
- عبد الله عبد الغني خياط
- عبد الله كنون
- عبد الهادي كامل
- علوية جميل
- فاطمة رشدي
- فرديناند بروهين
- كال دالتون
- كامل الشناوي
- كلود ليفي ستروس
- ليروي أندرسون
- ليف لانداو
- ليندون جونسون
- مادلين سنكان
- ماسارو إيبوكا
- ماكس غرونديغ
- مايكل دبغي
- مجيد أرسلان
- محمد أحمد محجوب
- محمد الديب
- محمد بن عوض بن لادن
- محمد بوراس
- محمد توفيق
- محمد شفيق العاني
- محمد مرسي أحمد
- محمود البدوي
- مفدي زكريا
- موريس ميرلو بونتي
- ميكا والتاري
- ميل بلانك
- نظيرة زين الدين
- هانز ألفين
- وليم حاوي
- ويلارد ليبي
- ويليام سارويان
- ذو النون أيوب، روائي وصحفي عراقي.
- 24 أبريل - جوزيف غوسلاوسكي، نحات بولندي.
- 18 يونيو -كارل هوهمان مدرب ولاعب كرة قدم ألماني
- 27 أغسطس - الرئيس الأمريكي ليندن جونسون.
- 13 سبتمبر - الرئيس المعمارى د.محمد كمال إسماعيل.
- أول أمير سعودي للمدينة المنورة الأمير محمد بن عبد العزيز رابع أبناء الملك عبد العزيز.

## وفيات
- أنتونيو ستارابا
- بوعمامة
- جروفر كليفلاند
- جون سباركس
- جون ميلر
- ريمسكي كورساكوف
- سليم الحسيني
- غلام أحمد القادياني
- قاسم أمين
- مصطفى كامل
- هنري بيكريل
- هنري كامبل بانرمان
- ويليام راندال كريمر
- يوجين لوفيبور

## نال جائزة نوبل
- في الفيزياء – الفرنسي غبريال ليبمان.
- في الكيمياء – البريطاني إرنست رذرفورد.
- في الطب – مناصفة بين الألماني بول إرليخ والروسي إيليا متشنيكوف.
- في الأدب – الألماني رودلف أوكن.
- في السلام – مناصفة بين السويدي كلاس بونتس ارنولدسون والدانماركي فريدريك باير.